# ناحية جوبة برغال
ناحية جوبة برغال إحدى نواحي سوريا تتبع إداريّاً لمحافظة اللاذقية منطقة القرداحة ومركزها بلدة جوبة برغال، بلغ تعداد سكان الناحية 5,743 نسمة حسب التعداد السكاني لعام 2004.

## تجمعت ناحية جوبة برغال السكانية[2]
| التجمع السكاني      | عدد السكان |
| ------------------- | ---------- |
| عنانيب              | 500        |
| الأريزة             | 497        |
| البلاط              | 255        |
| فرزلا               | 320        |
| جوبة برغال          | 959        |
| خربة السنديانة      | 407        |
| خريبيات القلعة      | 474        |
| قلعة المهالبة       | 775        |
| مليخ                | 294        |
| قرير                | 333        |
| الروابي الخضر البور | 374        |
| زنيو                | 555        |